# Cleisostoma striatum
Cleisostoma striatum là một loài thực vật có hoa trong họ Lan. Loài này được (Rchb.f.) N.E.Br. mô tả khoa học đầu tiên năm 1882.